# Aslauga vininga
Aslauga vininga är en fjärilsart som beskrevs av William Chapman Hewitson 1875. Aslauga vininga ingår i släktet Aslauga och familjen juvelvingar. Inga underarter finns listade i Catalogue of Life.

## Bildgalleri

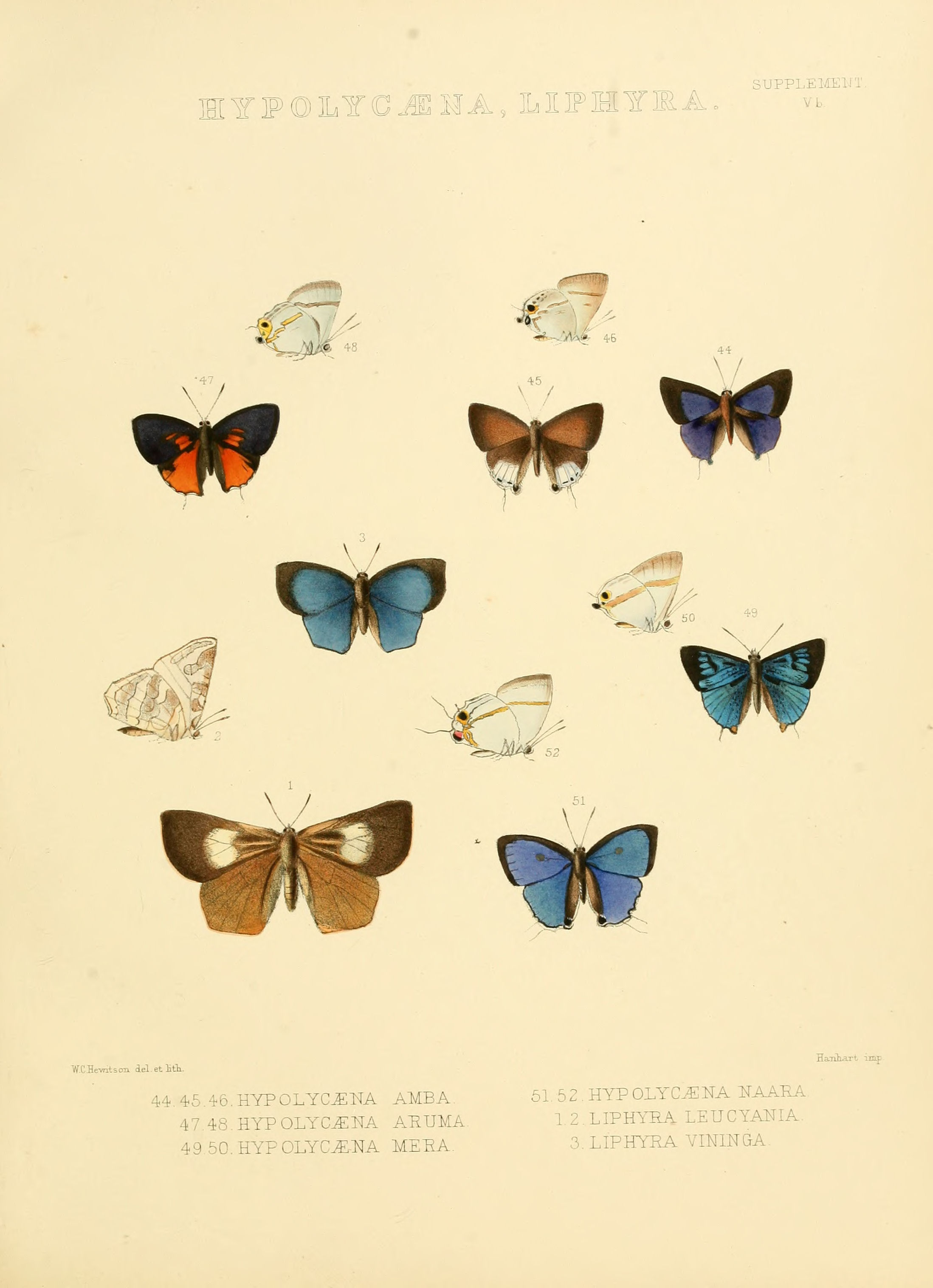